# Powiat de Pisz
Pour les articles homonymes, voir Pisz (homonymie).
Le powiat de Pisz (en polonais : powiat piski) est une unité de l'administration territoriale et du gouvernement local de la voïvodie de Varmie-Mazurie en Pologne. Son chef-lieu est à Pisz (ancienne Johannisburg). 

## Divisions administratives

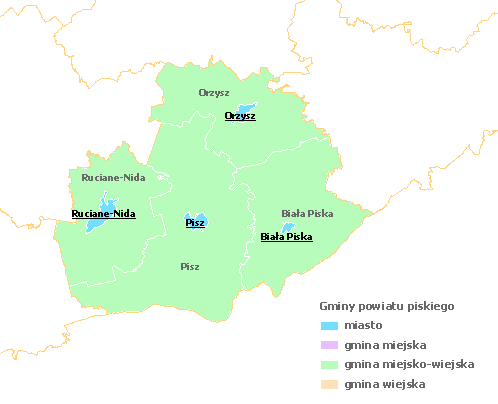
Carte du powiat (en polonais).

Le powiat est constitué de 4 communes (gminy) :
| Gmina        | Type         | Superficie (km²) | Population (2006) | Chef-lieu    |
| Pisz         | urbain-rural | 634,8            | 27 224            | Pisz         |
| Biała Piska  | urbain-rural | 420,1            | 12 135            | Biała Piska  |
| Orzysz       | urbain-rural | 363,5            | 9 567             | Orzysz       |
| Ruciane-Nida | urbain-rural | 357,7            | 8 627             | Ruciane-Nida |